# FK Mladost Tsarev Dvor
Maillots
Le Fudbalski Klub Mladost Tsarev Dvor (en macédonien : фудбалски клуб Младост Царев Двор), plus couramment abrégé en Mladost Tsarev Dvor, est un club macédonien de football fondé en 1929 et basé dans la ville de Tsarev Dvor.

## Histoire
Le club est fondé en 1930. 
Le club joue pour la première fois de son histoire en première division macédonienne lors de la saison 2015-2016.

## Palmarès
| Compétitions nationales                                    |
| ---------------------------------------------------------- |
| - Championnat de Macédoine D2 : - Vice-champion : 2014-15. |

## Personnalités du club

### Présidents du club
- Pece Bojchevski

### Entraîneurs du club
- Zdravko Cvetanoski